# Moschee della Cina
Una moschea (arabo: مسجد masjid) è un luogo di culto dei seguaci della fede islamica. La Grande Moschea di Xian, o Moschea di Xian, fu la prima ad essere stata costruita in Cina durante la dinastia Tang, nell'VIII secolo d.C.
La maggior parte delle moschee hanno alcuni aspetti in comune tra loro, tuttavia come in altre regioni, l'architettura islamica cinese riflette nel suo stile quella locale, che assomigliano in genere a templi orientali. Tuttavia nello Xinjang le moschee assomigliano a quelle mediorientali, con minareti alti e sottili, archi curvi e tetti a forma di cupola. Sempre nella parte orientale del paese, dove gli Hui cinesi hanno costruito le loro moschee, vi è una combinazione di stili orientali e occidentali, con tetti svasati in stile buddista posti in cortili cinti da mura, ai quali si accede attraverso archi con cupole e minareti in miniatura (vedi la Moschea di Beytullah).

## Famose moschee in Cina
- Moschea di Emin e Minareto di Emin a Turfan, Xinjiang
- Moschea di Dongsi
- Grande Moschea di Huhhot
- Grande Moschea di Tianjin
- Grande Moschea di Xi'an
- Moschea di Huaisheng a Canton
- Moschea di Id Kah a Kashgar
- Moschea di Najiahu a Yinchuan
- Moschea di Nanguan a Yinchuan
- Moschea di Niujie a Pechino
- Moschea di Songjiang a Shanghai
- Moschea di Xiaotaoyuan a Shanghai

Vi sono oggi oltre 45.000 moschee in Cina.

## Galleria d'immagini

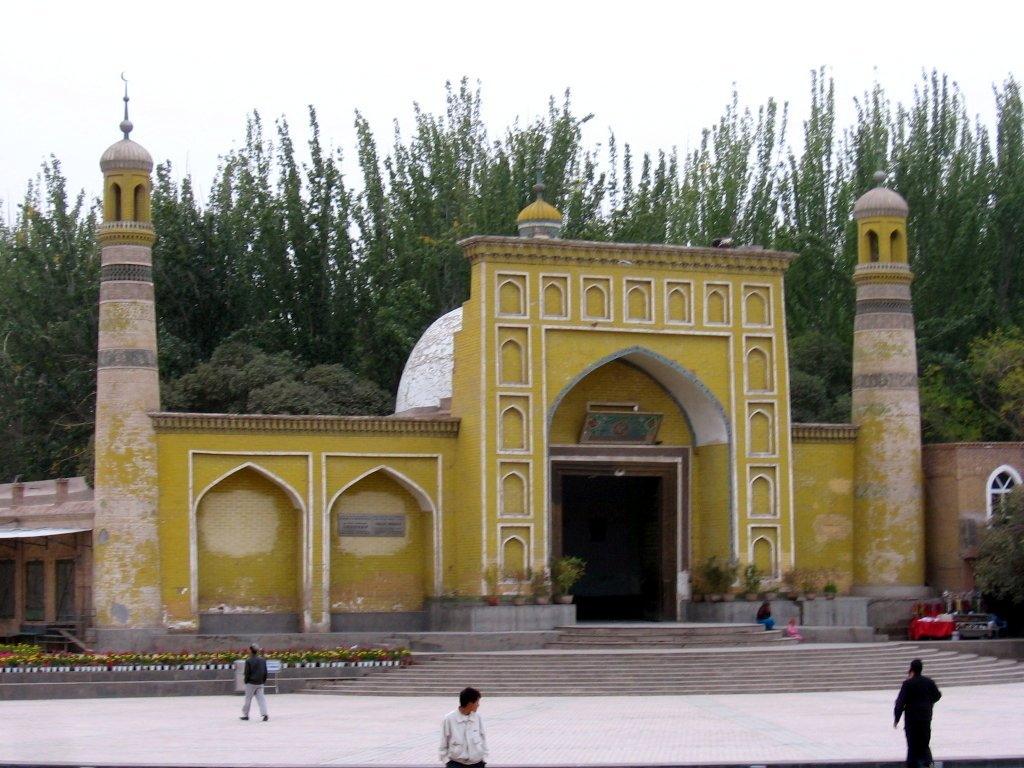
Moschea di Id Khar
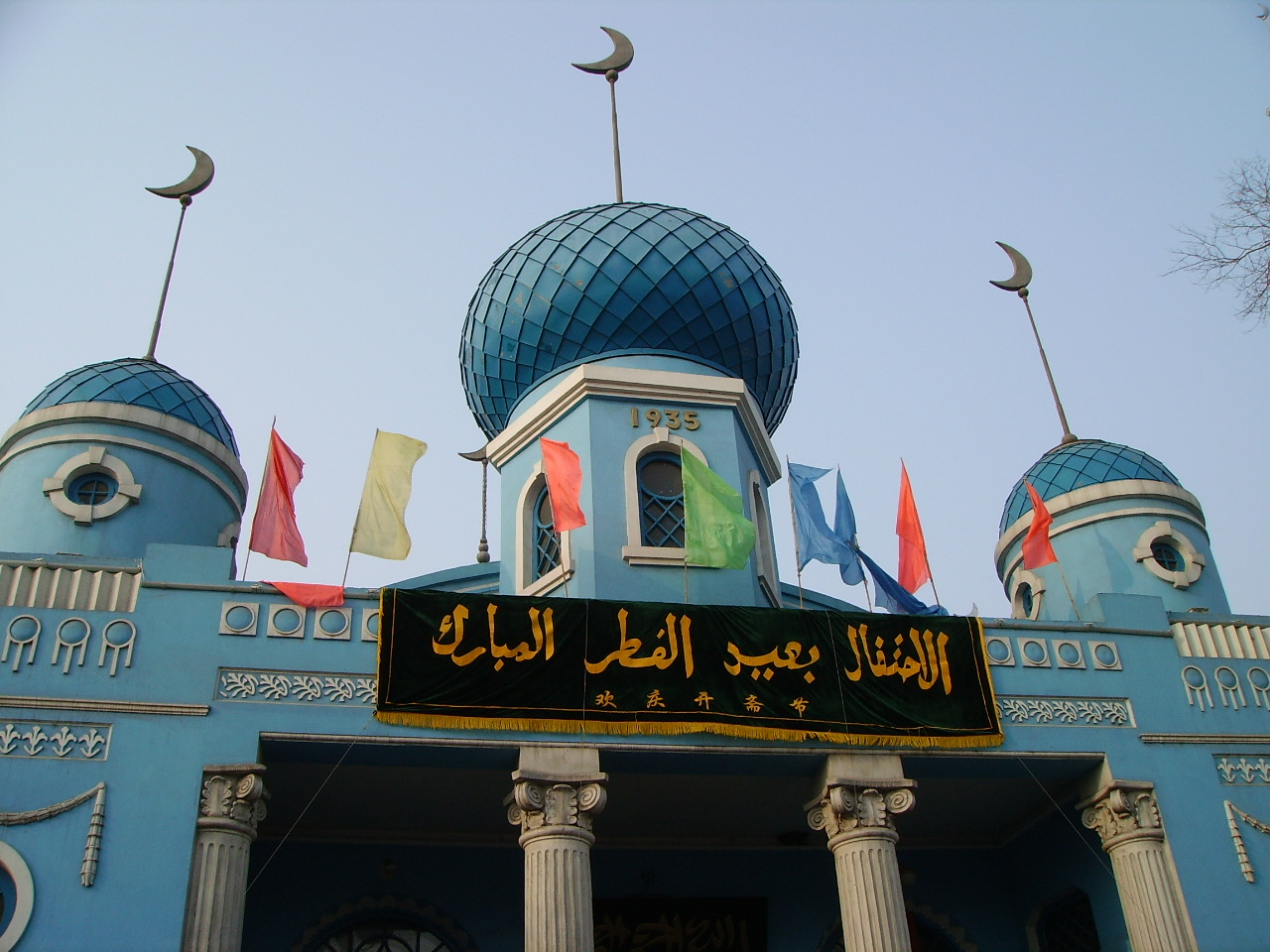
Harbin Mosque
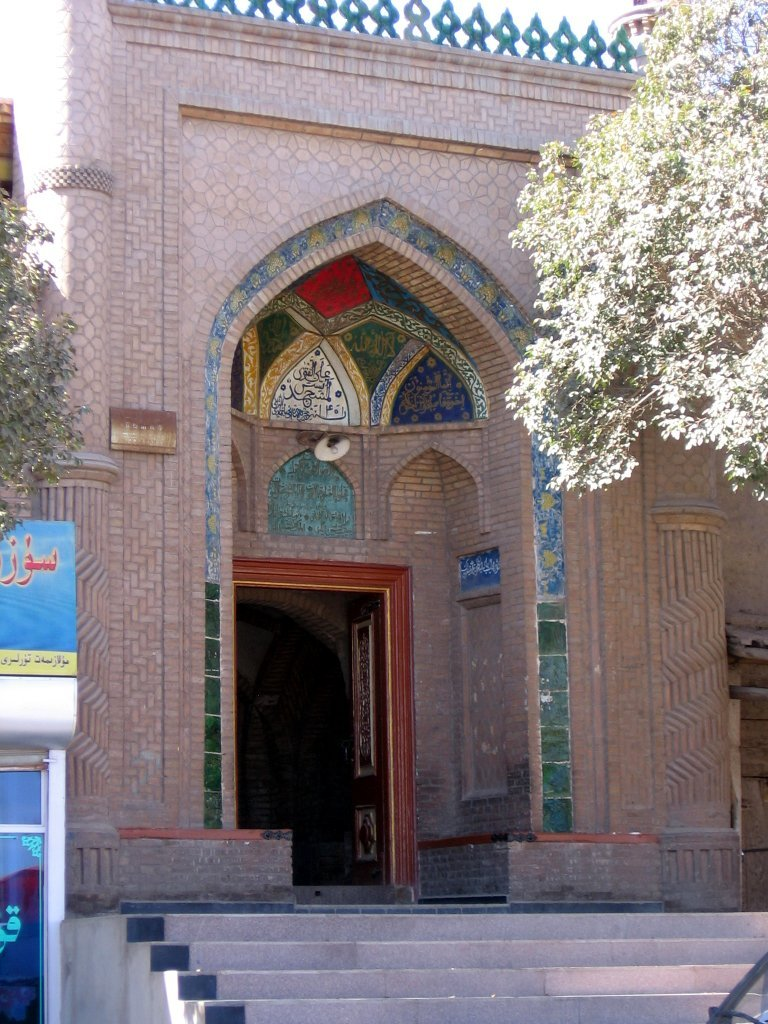
Una moschea a Kashgar
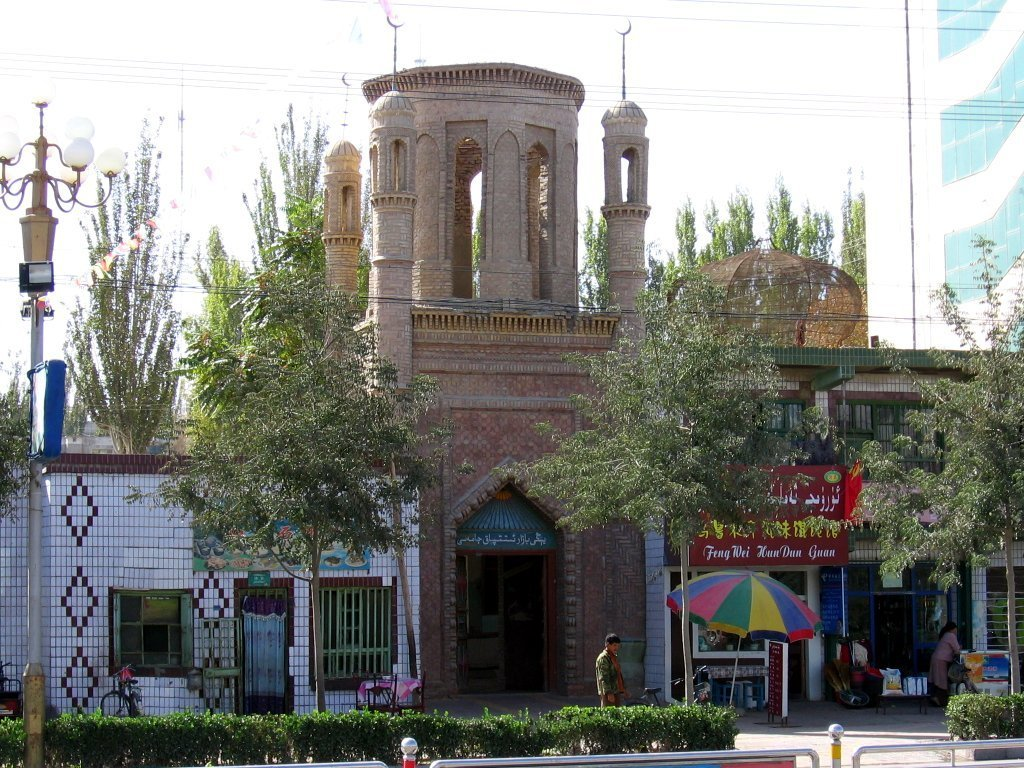
Una moschea a Khotan
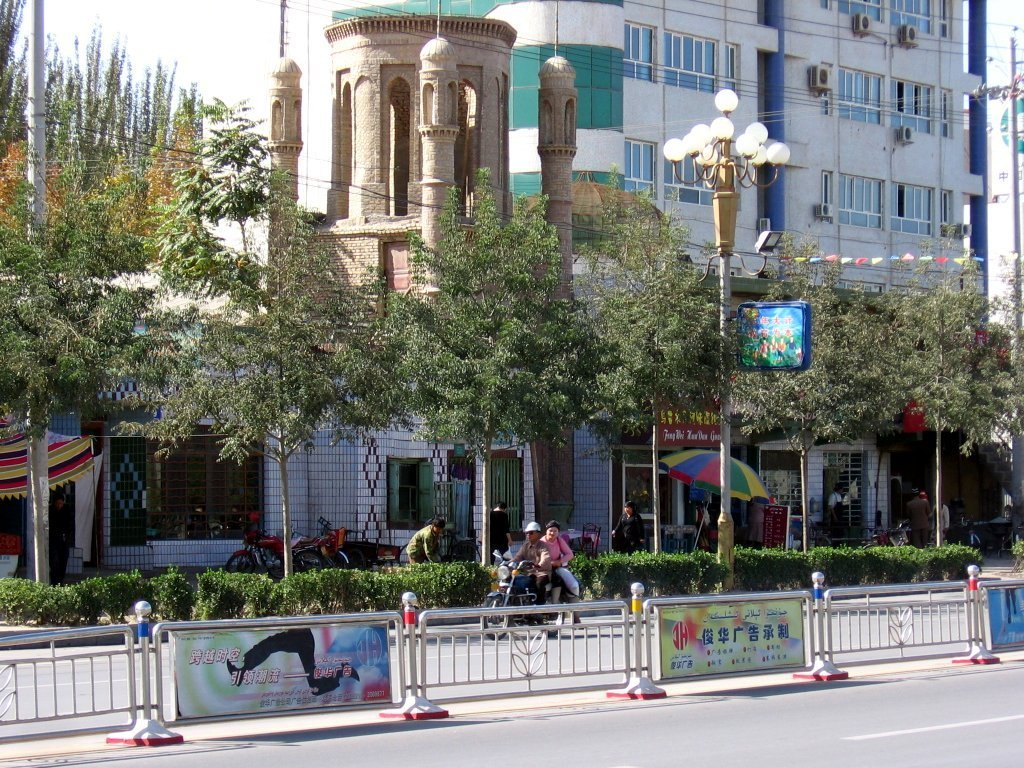
Una moschea a Khotan
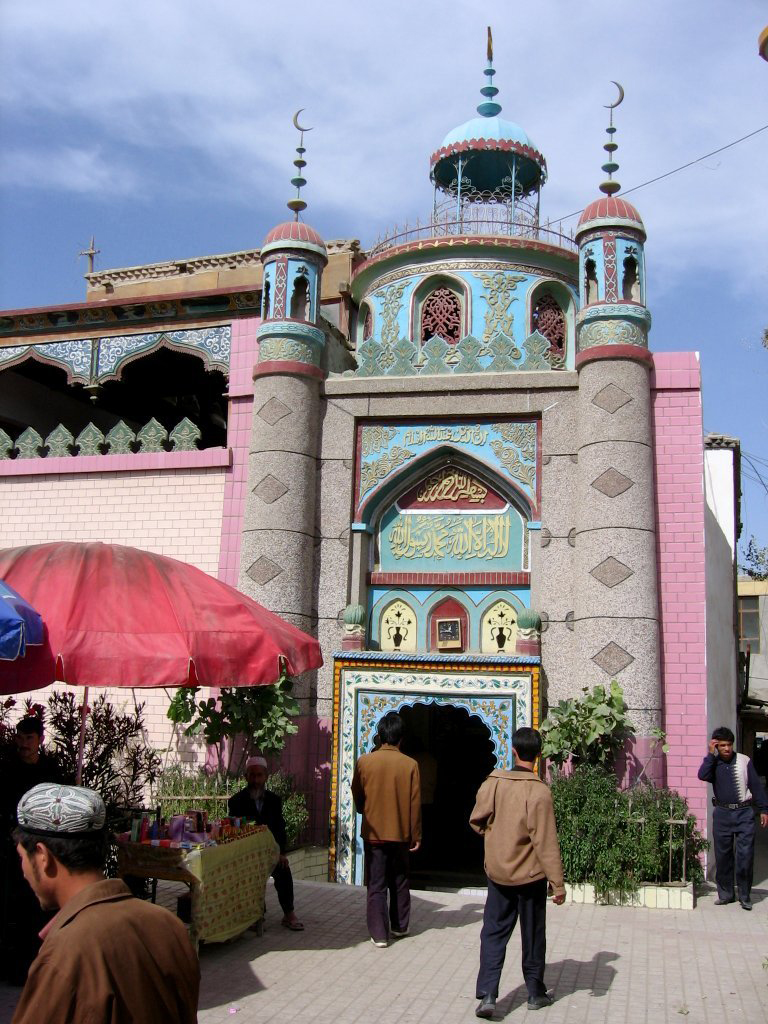
Una moschea a Khotan
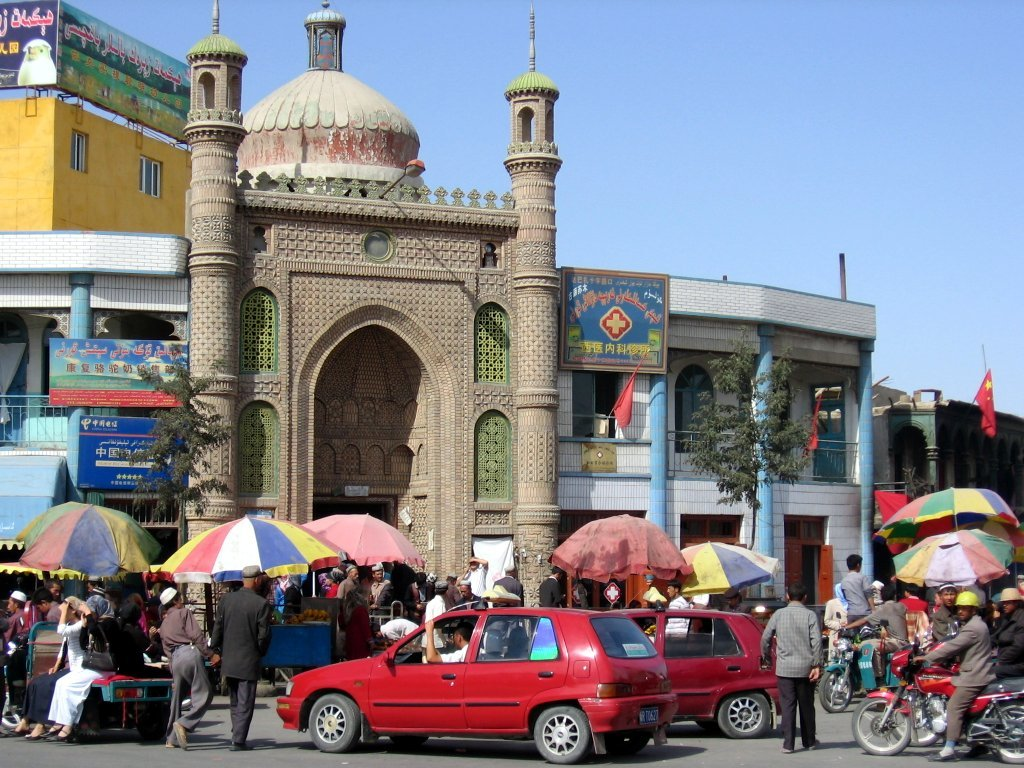
Una moschea a Khotan
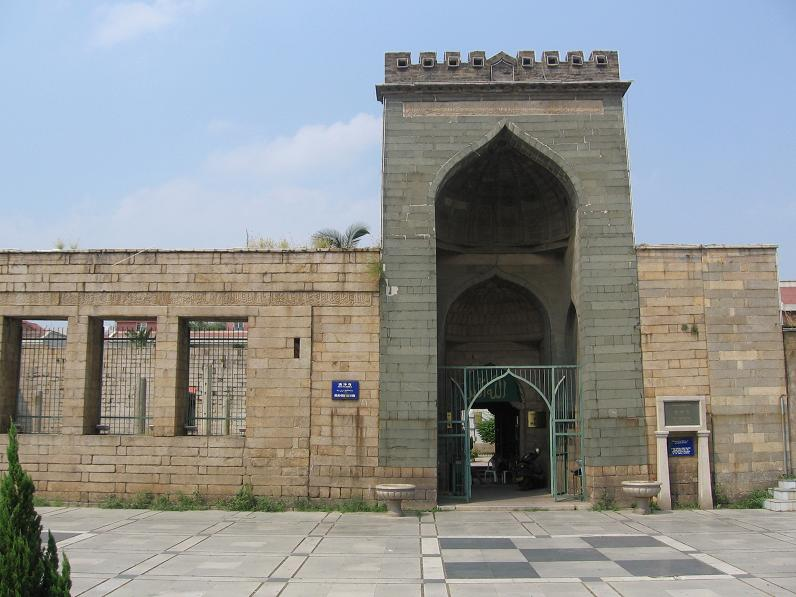
Moschea a Quanzhou
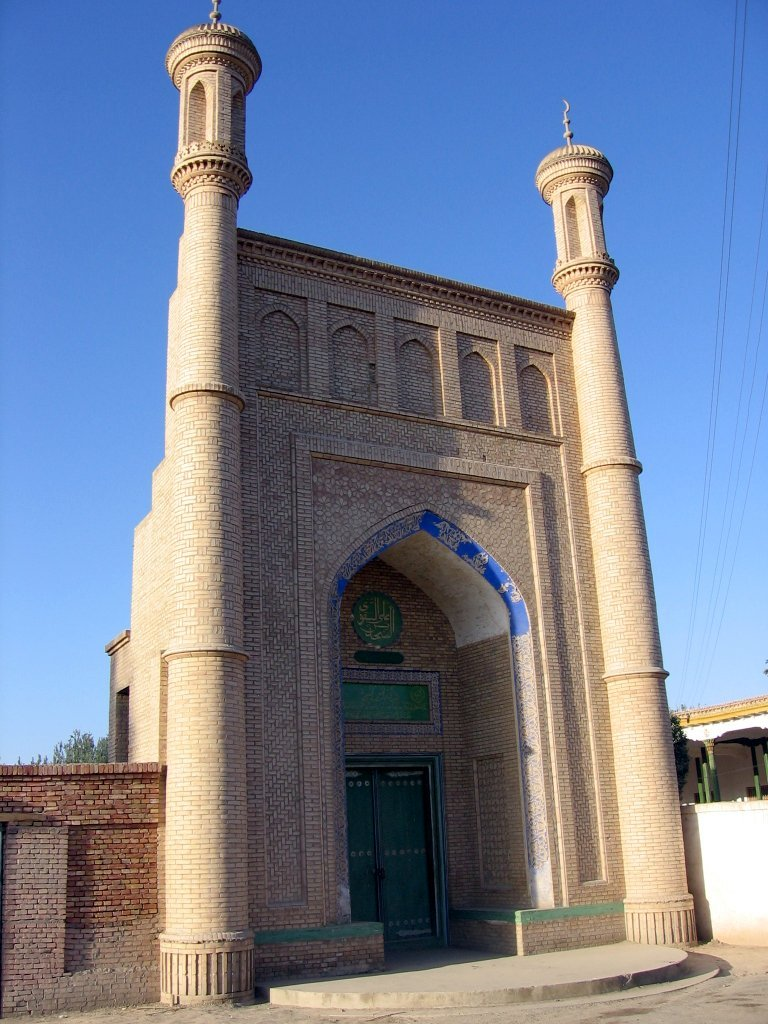
Upal Mosque
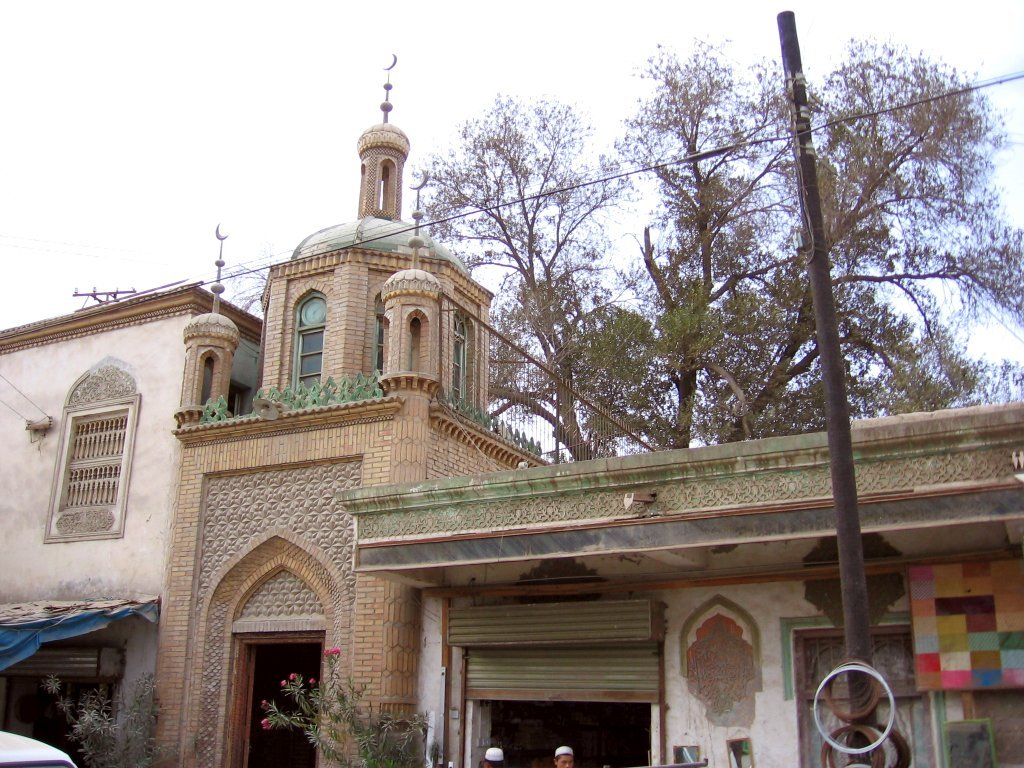
Una moschea a Yarkand
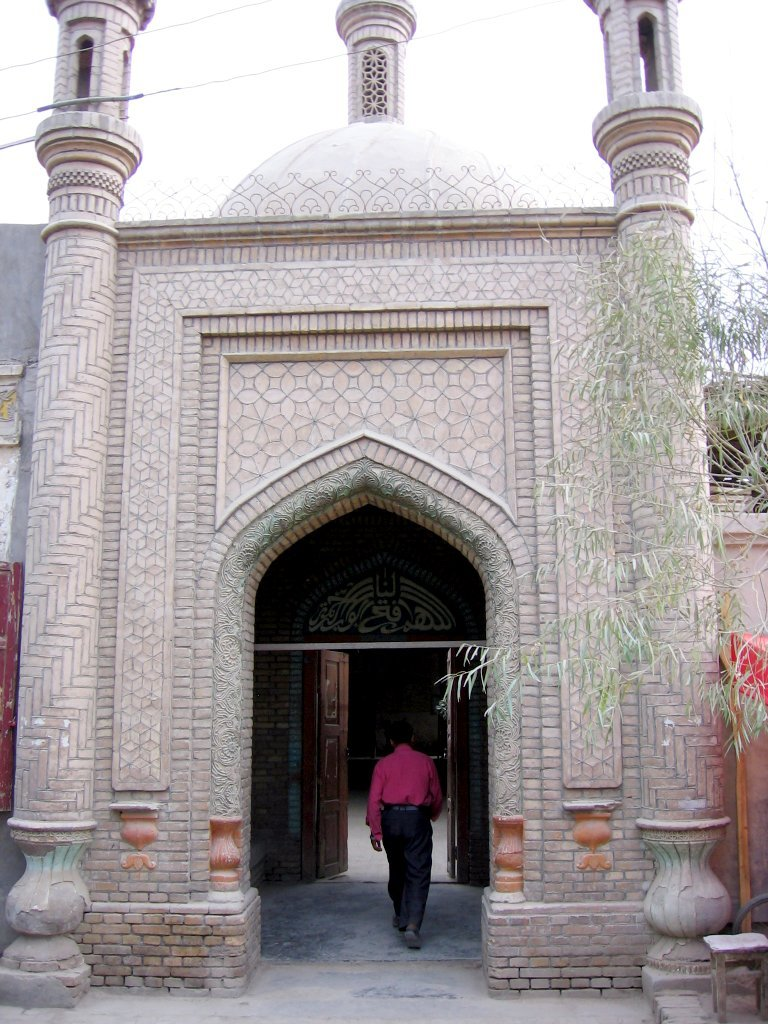
Una moschea a Yarkand
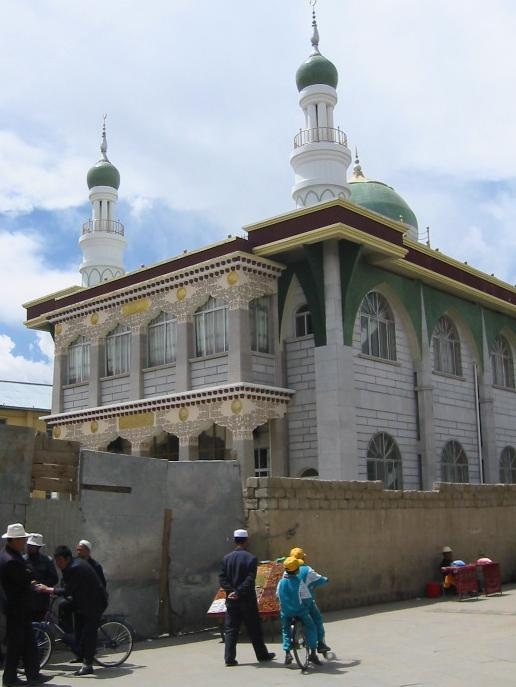
Una nuova moschea a Lhasa
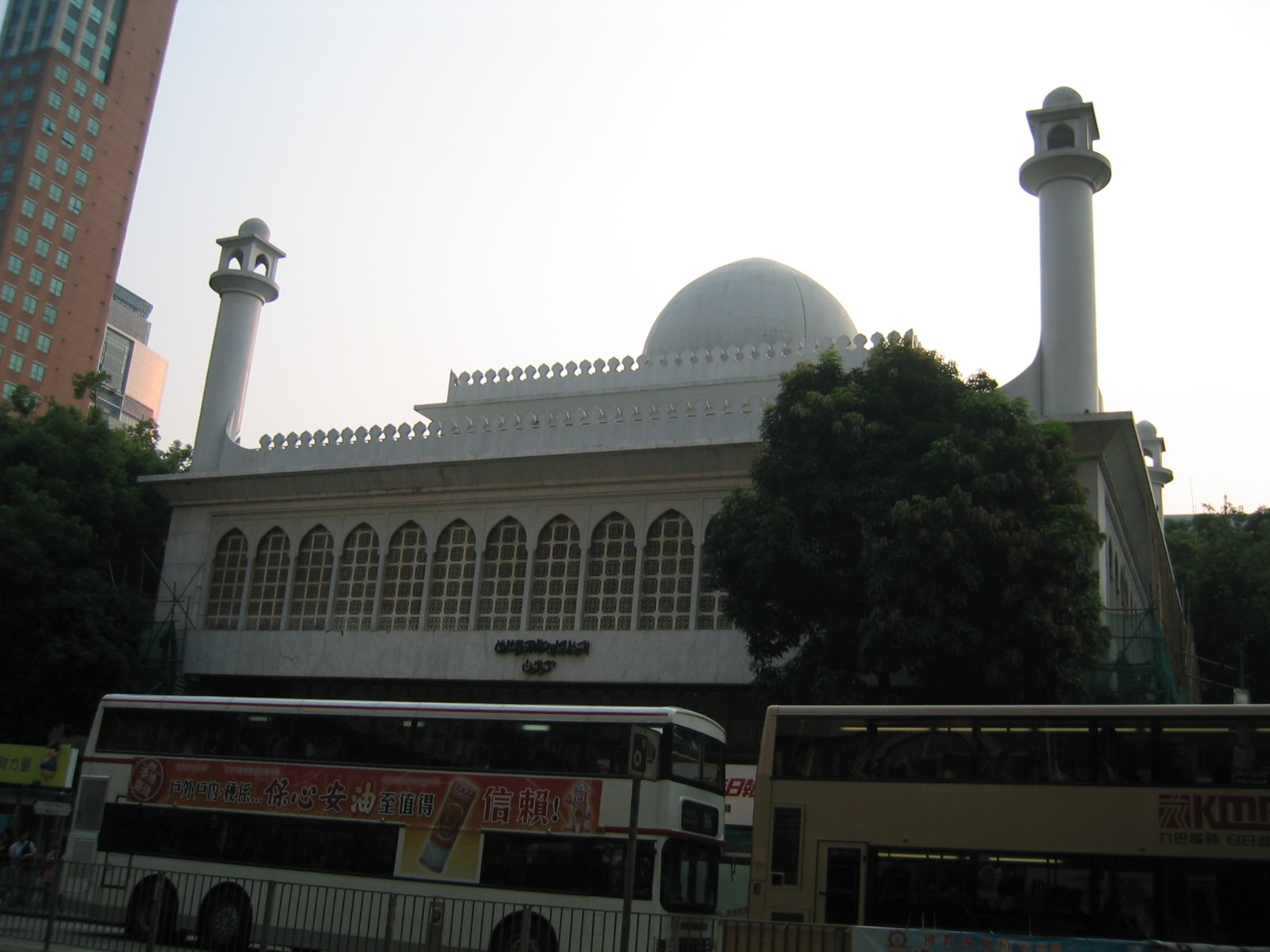
Masjid e Centro islamico di Kowloon
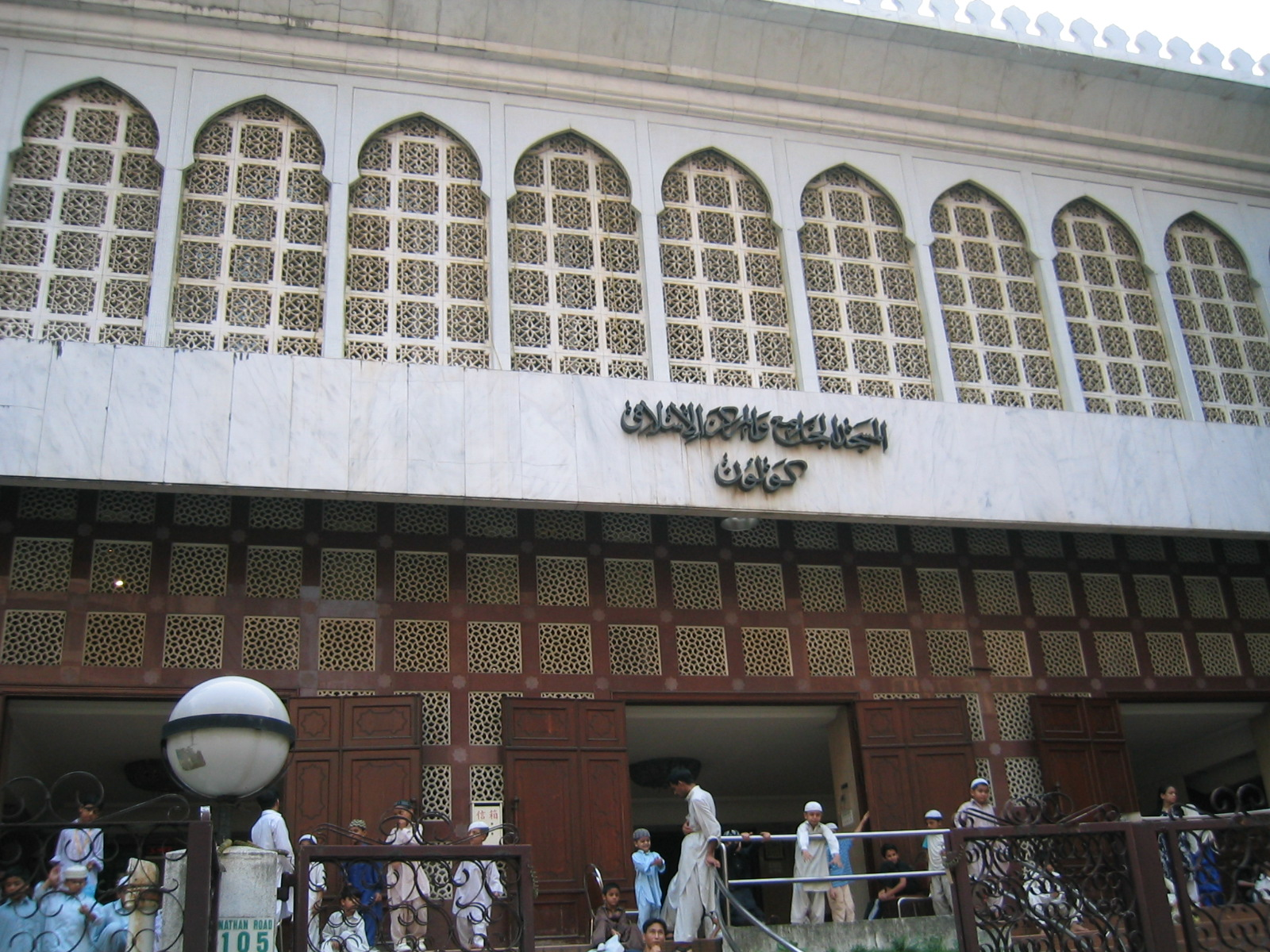
Masjid e Centro islamico di Kowloon
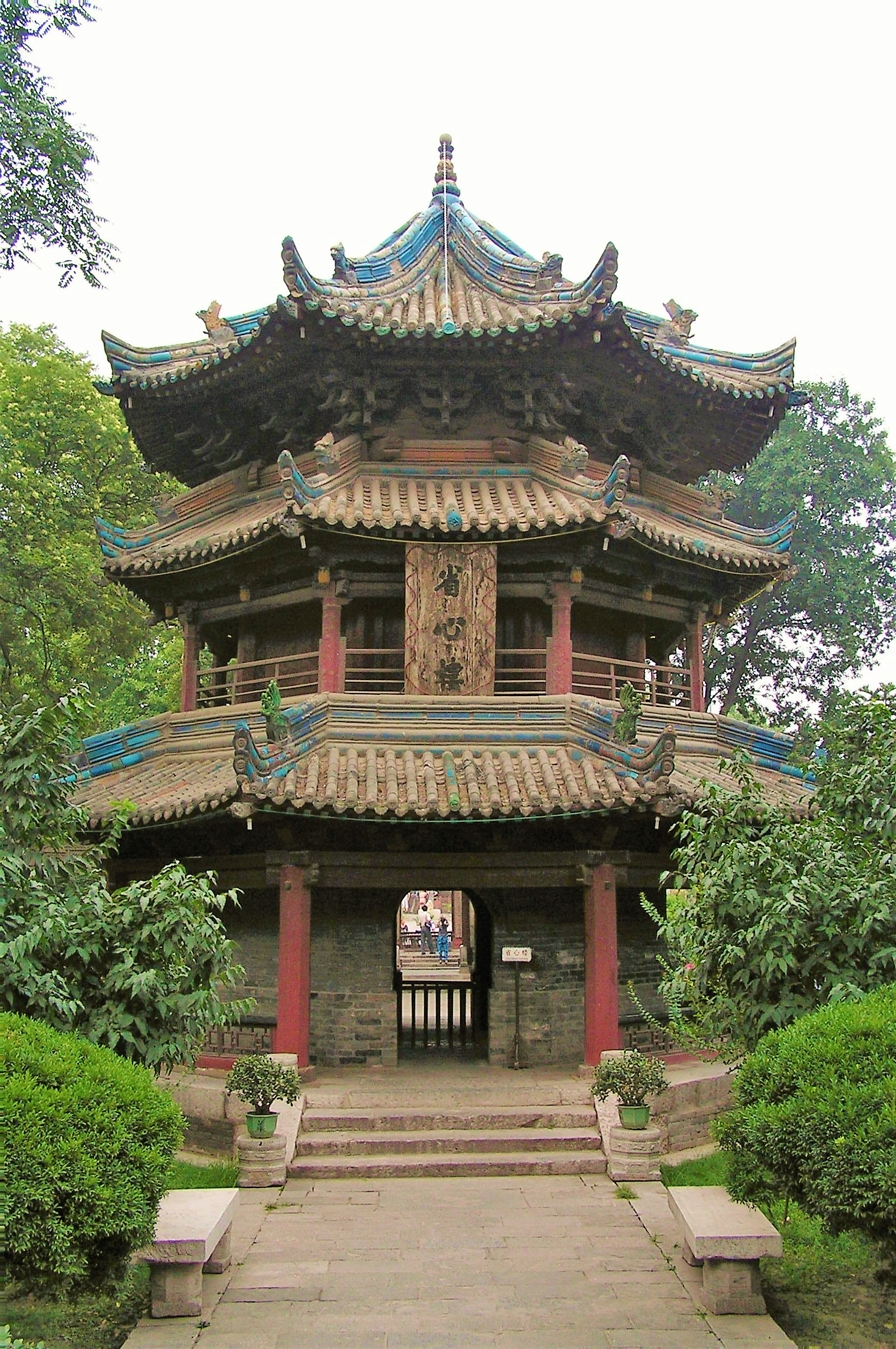
Grande Moschea di Xi'an
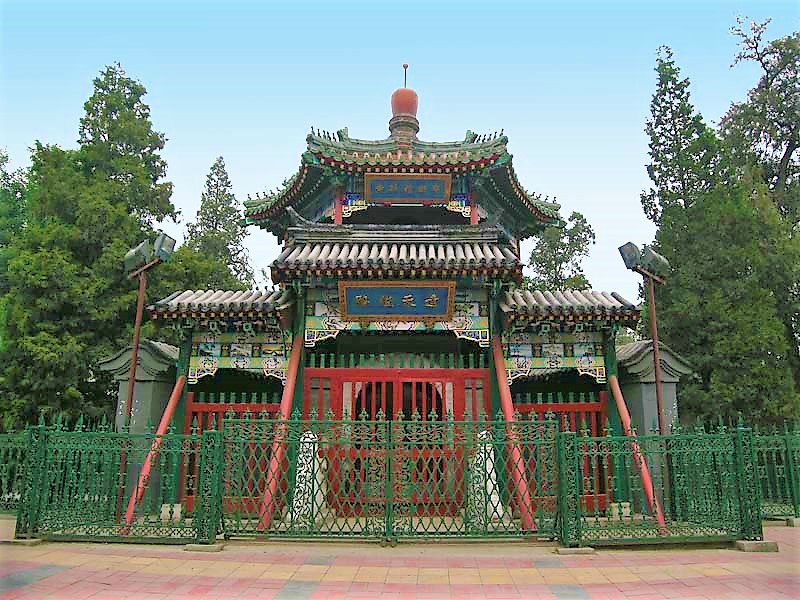
Moschea di Niujie a Pechino
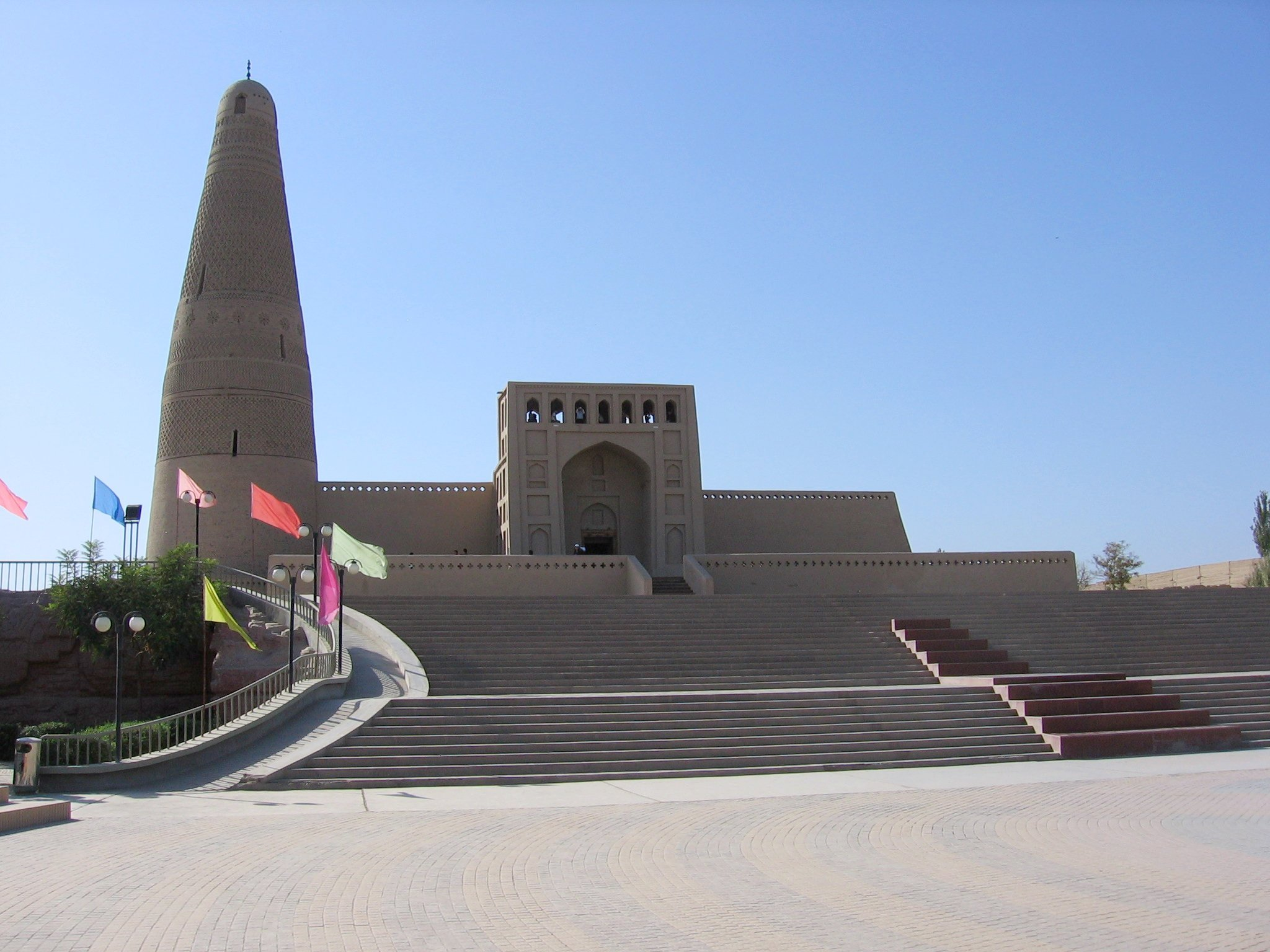
Minareto di Emin a Turfan
Mausoleo di Afaq Khoja
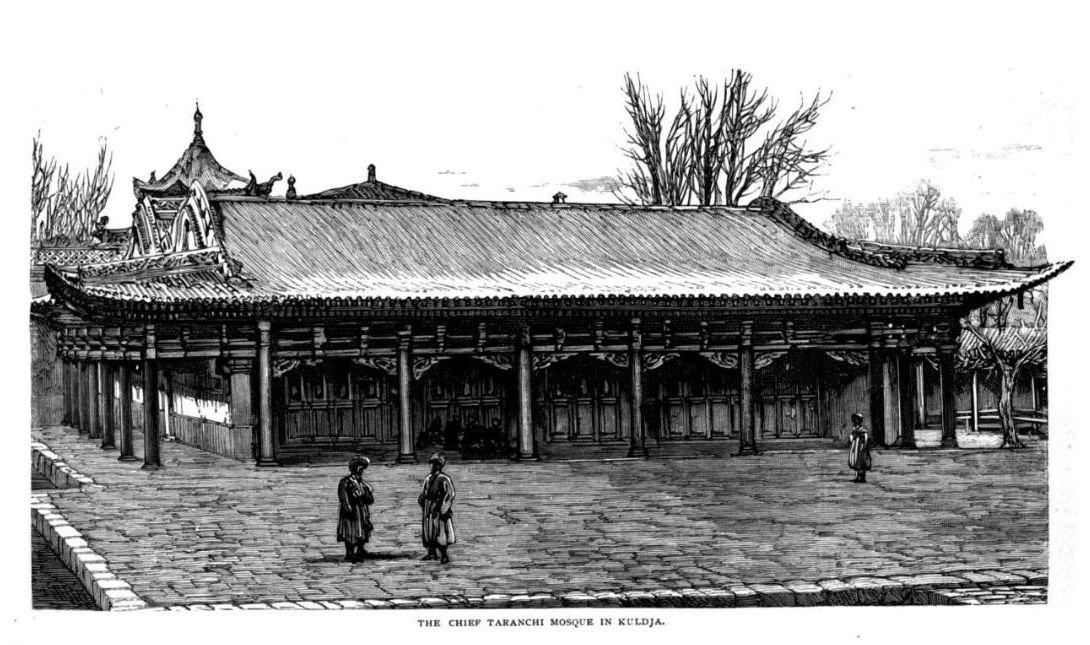
La principale moschea Taranchi a Yining nel 1882